# Intertype Corporation
L'Intertype Corporation  è stata un'azienda che ha operato nel mondo della produzione di macchine per la tipografia.

## Storia
L'Intertype Corporation è stata fondata nel 1911 da Hermann Ridder , lo stesso che ha fondato la Knight Ridder, con il nome di International Typesetting Machine Company. Questa fu acquistata da un consorzio per 1,65 milioni di dollari e nel 1916 fu riorganizzata sotto il nome di Intertype Corporation. L'azienda ha prodotto l'Intertype, una macchina per la composizione tipografica somigliante alla linotype, utilizzandone le stesse matrici.
In principio la maggior parte delle loro macchine erano costruite a partire dalla linotype. Nel 1917, l'Intertype Corporation produceva tre modelli della propria macchina. Poco dopo la maggior parte dei brevetti originali per la linotype era scaduto e così l'Intertype era essenzialmente identico ad essa pur comprendendo almeno 51 brevetti per il suo miglioramento. Di norma l'Intertype poteva stampare titoli fino a 30 punti ma, utilizzando un "Composing Stick Attachment" si potevano stampare titoli fino a 60 punti.
Nonostante i problemi di liquidità iniziali, l'Intertype Corporation ha avuto un buon successo negli anni successivi, producendo macchine mixer, macchine ad alta velocità ed il primo compositore di foto-tipo. Nel 1957, lIntertype Corporation si è fusa con l'Harris-Seybold, un'azienda produttrice di presse e taglierine, ed è così diventata lIntertype-Harris Corporation.
Dopo la fusione, la l'Intertype-Harris Corporation introdusse la Fotosetter. La Fotosetter era la prima macchina per la composizione di foto e si basava sugli stessi standard della Intertype, si erano solamente sostituite le matrici in ottone con delle piccole pellicole negative al posto di usare il casting, quest'ultimo usato per esporre la carta fotografica.